# Simone Franciosi
Simone Franciosi (sinh ngày 3 tháng 9 năm 2001) là cầu thủ bóng đá người San Marino. Anh đang thi đấu ở vị trí hậu vệ cho A.S.D. Valfoglia và Đội tuyển bóng đá quốc gia San Marino.

## Sự nghiệp thi đấu
Franciosi bắt đầu thi đấu quốc tế cho San Marino vào ngày 27 tháng 9 năm 2022 trong trận đấu ở giải UEFA Nations League gặp Estonia, kết thúc với tỷ số 4-0 nghiêng về Estonia. Anh ghi bàn thắng quốc tế đầu tiên trong trận thua 1-3 trước Kazakhstan vào ngày 17 tháng 11 năm 2023.

## Thống kê sự nghiệp

### Quốc tế
Tính đến 17 tháng 11 năm 2023
| Đội tuyển bóng đá quốc gia San Marino | Đội tuyển bóng đá quốc gia San Marino | Đội tuyển bóng đá quốc gia San Marino |
| Năm                                   | Trận                                  | Bàn thắng                             |
| ------------------------------------- | ------------------------------------- | ------------------------------------- |
| 2022                                  | 2                                     | 0                                     |
| 2023                                  | 7                                     | 1                                     |
| Tổng cộng                             | 9                                     | 1                                     |

## Bàn thắng quốc tế
Tính đến 17 tháng 11 năm 2023
Tỷ số và kết quả liệt kê bàn thắng đầu tiên của San Marino, cột điểm cho biết điểm số sau mỗi bàn thắng của Franciosi.
| STT | Ngày                 | Địa điểm                         | TĐQT | Đối thủ    | Ghi bản | Kết quả | Giải đấu                 |
| --- | -------------------- | -------------------------------- | ---- | ---------- | ------- | ------- | ------------------------ |
| 1   | 17 tháng 11 năm 2023 | Astana Arena, Astana, Kazakhstan | 8    | Kazakhstan | 1–2     | 1–3     | Vòng loại UEFA Euro 2024 |